# Доња Трнова
Доња Трнова је насељено мјесто у општини Угљевик, Република Српска, БиХ. Према подацима пописа становништва из 2013. године, у насељу је живјело 1.160 становника.
Насеље званично носи назив Доња Трнова од 26. децембра 1934. када је по Рјешењу Министра унутрашњих послова Краљевине Југославије промијењен ранији назив Српска Трнова.

## Становништво
Према попису становништва из 1991. године, мјесто је имало 1.491 становника.
| Демографија | Демографија | Демографија |
| Година      | Становника  | Становника  |
| ----------- | ----------- | ----------- |
| 1971.       | 1.625       |             |
| 1981.       | 1.585       |             |
| 1991.       | 1.491       |             |
| 2013.       | 1.160       |             |

## Знамените личности
- Петар Ђурковић, српски астроном
- Милан Јовић, пуковник Војске Републике Српске
- Михаило Ристић, фудбалер